# St. Jakobus der Ältere (Eich)

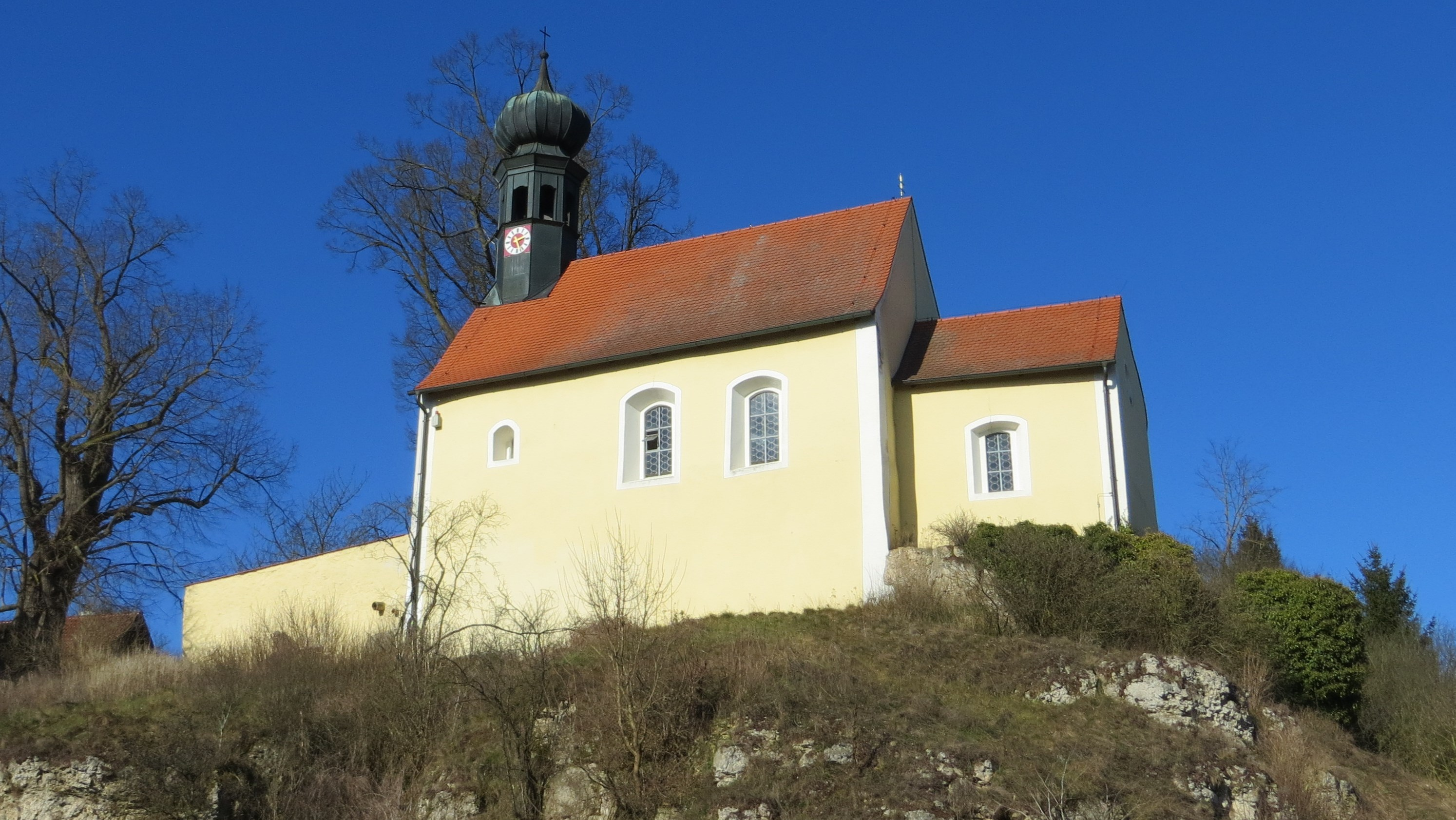
St. Jakobus der Ältere (Eich)

Die römisch-katholische, denkmalgeschützte Filialkirche St. Jakobus der Ältere steht in Eich, einem Gemeindeteil des Marktes Kallmünz im Landkreis Regensburg der Oberpfalz. Die Kirche gehört zum Bistum Regensburg. Das Bauwerk ist unter der Denkmalnummer D-3-75-156-63 als Baudenkmal in die Bayerische Denkmalliste eingetragen.

## Beschreibung
Die romanische Saalkirche wurde Mitte des 12. Jahrhunderts erbaut. Von der zweiten Hälfte des 16. Jahrhunderts bis etwa 1700 war sie profaniert. Sie besteht aus einem Langhaus und einem eingezogenen, gerade geschlossenen Chor im Osten. Aus dem Satteldach des Langhauses erhebt sich im Westen ein achteckiger Dachreiter, der die Turmuhr und den Glockenstuhl beherbergt und der mit einer Zwiebelhaube bedeckt ist.
Der Innenraum des Langhauses, der im Westen eine Empore hat, ist mit einer Flachdecke überspannt, der des Chors mit einem Tonnengewölbe. Zur Kirchenausstattung gehört ein um 1730 aufgestellter Altar. Die Orgel wurde 1839 von Xaver Bouthillier installiert.